# Ключевое (муниципальное образование город Ефремов)
Ключевое — село в городском округе «город Ефремов» Тульской области России.

## История
В 1961 году указом Президиума Верховного Совета РСФСР село Замарайка переименовано в Ключевое.

## География
Находится на местности у впадения реки Замарайка в реку Кобылинка. У села река Замарайка запружена.

## Население
| 2004 | 2010 |
| ---- | ---- |
| 37   | ↘23  |

## Инфраструктура
Православный храм Церковь Александра Свирского.

## Транспорт
Подъезд к дороге общего пользования регионального значения Р-126 (идентификационный номер: 70 ОП РЗ 70К-123).